# Riihimäki (stacja kolejowa)
Riihimäki – stacja kolejowa w Riihimäki, w prowincji Finlandia Południowa, w Finlandii. Znajdują się tu 3 perony. Koło stacji stoi zabytkowy parowóz.